# Comune di Kerteminde
Il comune di Kerteminde ([kɛʀdəˈmenə]) è un comune della Danimarca situato nella regione della Danimarca Meridionale (Syddanmark) sull'isola di Fionia (Fyn).
Capoluogo e sede amministrativa è la città omonima.
Il comune è stato riformato in seguito alla riforma amministrativa del 1º gennaio 2007 accorpando a Kerteminde i precedenti comuni di Munkebo e Langeskov.

## Suddivisioni
| N° | Parrocchia                | Abitanti | Località              | Abitanti |
| -- | ------------------------- | -------- | --------------------- | -------- |
| 11 | Birkende Sogn             | 1656     | Birkende Langeskov    | 672 4363 |
| 02 | Dalby Sogn                | 536      | Dalby                 | 297      |
| 06 | Kerteminde-Drigstrup Sogn | 6347     | Kerteminde            | 6044     |
| 08 | Kølstrup Sogn             | 811      | Kertinge              | 274      |
| 07 | Marslev Sogn              | 1272     | Marslev Vejruplund    | 702 0    |
| 03 | Mesinge Sogn              | 837      | Mesinge               | 322      |
| 05 | Munkebo Sogn              | 6002     | Munkebo               | 5483     |
| 09 | Revninge Sogn             | 682      | Revninge Skrækkenborg | 249 275  |
| 11 | Rynkeby Sogn              | 1169     | Rynkeby               | 590      |
| 12 | Rønninge Sogn             | 3800     | Rønninge              | 249      |
| 01 | Stubberup Sogn            | 434      |                       |          |
| 04 | Viby Sogn                 | 293      |                       |          |